# Belloe Jeganfoye
Belloe Jeganfoye är ett distrikt i Etiopien. Det ligger i den västra delen av landet, 280 km väster om huvudstaden Addis Abeba.